# خانه پاتیالا (فیلم)
خانه پاتیالا  (به هندی: Patiala House)فیلمی محصول سال ۲۰۱۱ و به کارگردانی نیکیل آدوانی است. در این فیلم بازیگرانی همچون آکشی کومار، ریشی کاپور، دیمپل کاپادیا، انوشکا شارما ایفای نقش کرده‌اند.